# کوواگواورش
کوواگواورش (به مجاری:  Kővágóörs) یک شهرداری در مجارستان است که در ناحیه تاپولتسا واقع شده‌است. کوواگواورش ۲۲٫۰۹ کیلومتر مربع مساحت و ۷۴۰ نفر جمعیت دارد.